# 日本歌謡大賞
『日本歌謡大賞』（にほんかようたいしょう）は、1970年から1993年まで開催された日本の音楽に関する賞である。
略称は「歌謡大賞」。主催はTBS以外の放送局8局（下記参照）が結成した「放送音楽プロデューサー連盟」。毎年フジテレビ・日本テレビ・テレビ朝日・テレビ東京・ニッポン放送・文化放送、RFラジオ日本、エフエム東京が協力制作し、テレビ中継は参加4局が持ち回りで担当した。
番組名は『輝け!日本歌謡大賞』（かがやけ にほんかようたいしょう）。

## 概要
TBSテレビは1969年の大晦日に『日本レコード大賞』授賞式を生放送し、高い視聴率を得るようになった。これを見たTBS以外の他局は制作放映権の各局持ち回りを提案するも、TBSから固辞されたため、"打倒レコード大賞"を目標にして集結し、1970年7月4日に「放送音楽プロデューサー連盟」を結成、2日後に『日本歌謡大賞』を制定した。
第1回授賞式は1970年11月9日に開催されるもテレビ中継されず、東京ヒルトンホテル真珠の間で『放送音楽プロデューサー連盟懇親会 日本歌謡大賞受賞パーティー』が開催された。その模様はVTRに収録され、総集編や名場面などの映像素材に用いられている。また、同日放送の『NTV紅白歌のベストテン』内で表彰式を行い、受賞者が出演し歌唱した。司会は第1回から3回までは前田武彦が担当、第4回から終了までは高島忠夫が担当した。
1971年の第2回から全国ネットで放送されることとなったが、放送枠が確保されずに当日の生中継ではなく後日録画放送の地域も散見された。1975年の第6回までは通常番組を休止して放送し、1976年の第7回から日本テレビは『木曜スペシャル』、フジテレビは『火曜ワイドスペシャル』枠で、テレビ朝日は1982年の第13回まで『水曜スペシャル』、1986年の第17回は『新・水曜スペシャル』、1991年第22回は金曜19:30 - 21:54で、東京12チャンネルは通常番組を休止して、1992年第23回は『火曜ゴールデンワイド』（同『火ワイ』）枠でそれぞれ放送していた。なお1979年の第10回・東京12チャンネル(当時)制作回から音声がステレオ化され、また、1992年の第23回・テレビ東京制作回はクリアビジョン放送を実施した。
1988年の第19回は昭和天皇のご容態を配慮して開催せず、担当予定のフジテレビが総集編を放送した。翌89年の第20回から放送時間が3時間に拡大、ただし局の都合で放送時間が2時間半になることもあった。これ以降は歌手側も賞を辞退する事例が頻発し、番組視聴率も低下する。
1994年4月26日に主催者の放送音楽プロデューサー連盟は総会で『日本歌謡大賞』の開催取り止めを正式決定し、23年間の歴史に幕を下ろした。当時の日本歌謡大賞運営委員長の吉岡正敏（日本テレビプロデューサー）によると「歌謡という言葉で、一年を振り返る音楽を捕らえることの限界を認めた」という。
番組オープニングとエンディングには、保富康午作詞・広瀬健次郎作曲・前田憲男編曲のテーマソング「日本歌謡大賞讃歌」が東京混声合唱団のコーラスで放送されていた。

### 審査方法の変更
1977年7月9日放送の『第8回日本歌謡大賞新人祭り』（日本テレビ担当）において、審査員投票の結果が放送前に外部に漏れ、1977年7月7日付の『スポーツ報知』で取り上げられた。投票結果とレコード売上等の実績との乖離が著しいことが疑問視され、投票権を持つのが放送局関係者であることから、放送局傍系の音楽出版社が楽曲の権利を持つ歌手が優遇されているのではないかという疑惑が生じた。放送当日に再投票を行い、入賞を上位10組から31組全員に、番組内で歌う歌手を10組から18組に拡大することで対応した。
その後審査方法の変更が行われ、昭和58年の第14回大会以降は、第1次審査で放送音楽賞13組・放送音楽新人賞7組を選出し、本選で放送音楽新人賞7組の中から優秀放送音楽新人賞2組・放送音楽賞13組の中から放送音楽プロデューサー連盟賞2組・最優秀放送音楽賞1組・日本歌謡大賞1曲を選出する方針に変更が行われた。

## 各賞
各賞の選考は後述される放送音楽プロデューサー連盟加盟在京テレビ・ラジオ8社と準会員（NNS・FNS・ANN・TXN・NRN・JFN・および独立U協加盟各局）の投票で放送音楽賞・放送音楽新人賞が決定され、最終審査で大賞をはじめとする各賞が決定される。
「日本歌謡大賞」
その年を通じて、『最も放送音楽に貢献した楽曲』に贈られる。そのため、賞の授与対象は対象曲を歌唱した歌手に限らず作詞・作曲・編曲者・所属プロダクション・所属レコード会社が対象になる。放送音楽賞・放送音楽プロデューサー連盟賞・優秀放送音楽新人賞・放送音楽新人賞・最優秀放送音楽賞（第14・15回を除く）受賞者から1組の1曲を選出する。
「最優秀放送音楽賞」
日本レコード大賞における最優秀歌唱賞に相当し1983年以降、放送音楽賞受賞者の中から、その年に最も顕著な活躍をした歌手に対して、1組が選出される。連盟賞、大賞に並び三賞と称される。
「放送音楽プロデューサー連盟賞」
1982年まで、放送音楽賞、放送音楽新人賞の候補となった全員を表彰する。
1983年以降、その年の活躍が顕著な歌手に対して、放送音楽賞受賞者から2組を選出する。
「放送音楽賞」
日本レコード大賞における優秀作品賞（旧・金賞・ゴールド・ディスク賞）に相当する。
1982年まで、6組を選出し、同時に大賞候補とする。
1983年以降、原則13組を選出し、連盟賞、最優秀放送音楽賞、日本歌謡大賞の候補とする。
「放送音楽特別連盟賞」
上の「放送音楽賞」を5年連続受賞した歌手に授与される。
「優秀放送音楽新人賞」
日本レコード大賞における最優秀新人賞にあたり、第14回以降は放送音楽新人賞の中から2組を選出し表彰、同時に大賞候補者としていた。
「放送音楽新人賞」
日本レコード大賞における新人賞に相当し、前年10月1日から当年9月30日にデビューし放送音楽に貢献しその活躍・将来性が特に顕著な歌手に贈られる。第13回までは新人賞候補の中から原則として2組を選出し、同時に大賞候補者としていた。
また7月には赤坂プリンスホテルなどの宴会場で「日本歌謡大賞新人祭り」として上半期優秀新人を選出するも、1984年の第15回で廃止している。
「放送音楽特別賞」
「放送音楽特別功労賞」
長年にわたる活動を通して、大衆に愛される数多くの名曲を作り歌謡曲の社会的地位を向上させ、放送音楽の発展に貢献した人に贈られる。
「特別功労賞」
「特別栄誉賞」
「最優秀新人賞」
「新人賞」
「特別賞」
「放送音楽新人部門連盟賞」
「放送音楽部門連盟賞」

## 発表方法
受賞者と受賞曲目を司会を読み上げるのが通例であった。第4回では受賞曲の前奏部で読み上げ、第8回は受賞者の顔写真をスクリーンへ投影するなど趣向を凝らした発表もあった。

## 歴代受賞一覧

### 大賞
| 年（回）         | 受賞歌手         | 受賞曲                 |
| ---------------- | ---------------- | ---------------------- |
| 1970年（第1回）  | 藤圭子           | 圭子の夢は夜ひらく     |
| 1971年（第2回）  | 尾崎紀世彦       | また逢う日まで         |
| 1972年（第3回）  | 小柳ルミ子       | 瀬戸の花嫁             |
| 1973年（第4回）  | 沢田研二         | 危険なふたり           |
| 1974年（第5回）  | 森進一           | 襟裳岬                 |
| 1975年（第6回）  | 布施明           | シクラメンのかほり     |
| 1976年（第7回）  | 都はるみ         | 北の宿から             |
| 1977年（第8回）  | 沢田研二         | 勝手にしやがれ         |
| 1978年（第9回）  | ピンク・レディー | サウスポー             |
| 1979年（第10回） | 西城秀樹         | YOUNG MAN (Y.M.C.A.)   |
| 1980年（第11回） | 八代亜紀         | 雨の慕情               |
| 1981年（第12回） | 寺尾聰           | ルビーの指環           |
| 1982年（第13回） | 岩崎宏美         | 聖母たちのララバイ     |
| 1983年（第14回） | 田原俊彦         | さらば‥夏              |
| 1984年（第15回） | 五木ひろし       | 長良川艶歌             |
| 1985年（第16回） | 近藤真彦         | 大将                   |
| 1986年（第17回） | 中森明菜         | Fin                    |
| 1987年（第18回） | 近藤真彦         | 泣いてみりゃいいじゃん |
| 1988年（第19回） | 開催中止         | 開催中止               |
| 1989年（第20回） | 光GENJI          | 太陽がいっぱい         |
| 1990年（第21回） | 堀内孝雄         | 恋唄綴り               |
| 1991年（第22回） | とんねるず       | 情けねえ               |
| 1992年（第23回） | 香西かおり       | 花挽歌                 |
| 1993年（第24回） | 堀内孝雄         | 影法師                 |

### 優秀放送音楽新人賞
| 年（回）         | 受賞歌手         | 受賞曲                           |
| ---------------- | ---------------- | -------------------------------- |
| 1970年（第1回）  | 辺見マリ         | 経験                             |
| 1970年（第1回）  | 野村真樹         | 一度だけなら                     |
| 1971年（第2回）  | 小柳ルミ子       | わたしの城下町                   |
| 1971年（第2回）  | 南沙織           | 17才                             |
| 1972年（第3回）  | 森昌子           | せんせい                         |
| 1972年（第3回）  | 三善英史         | 雨                               |
| 1973年（第4回）  | アグネス・チャン | 草原の輝き                       |
| 1973年（第4回）  | 桜田淳子         | わたしの青い鳥                   |
| 1974年（第5回）  | 中条きよし       | うそ                             |
| 1974年（第5回）  | 西川峰子         | あなたにあげる                   |
| 1975年（第6回）  | 細川たかし       | 心のこり                         |
| 1975年（第6回）  | 岩崎宏美         | ロマンス                         |
| 1976年（第7回）  | 内藤やす子       | 想い出ぼろぼろ                   |
| 1976年（第7回）  | 新沼謙治         | 嫁に来ないか                     |
| 1977年（第8回）  | 清水健太郎       | 失恋レストラン                   |
| 1977年（第8回）  | 高田みづえ       | 硝子坂                           |
| 1978年（第9回）  | 渡辺真知子       | ブルー                           |
| 1978年（第9回）  | 石野真子         | 失恋記念日                       |
| 1979年（第10回） | 桑江知子         | 私のハートはストップモーション   |
| 1979年（第10回） | 倉田まり子       | HOW! ワンダフル                  |
| 1980年（第11回） | 田原俊彦         | ハッとして!Good                  |
| 1980年（第11回） | 松田聖子         | 青い珊瑚礁                       |
| 1981年（第12回） | 近藤真彦         | ギンギラギンにさりげなく         |
| 1981年（第12回） | 山川豊           | 函館本線                         |
| 1982年（第13回） | シブがき隊       | 100%…SOかもね!                   |
| 1982年（第13回） | 松本伊代         | センチメンタル・ジャーニー       |
| 1983年（第14回） | THE GOOD-BYE     | 気まぐれONE WAY BOY              |
| 1983年（第14回） | 岩井小百合       | 恋・あなた・し・だ・い!          |
| 1984年（第15回） | 吉川晃司         | ラ・ヴィアンローズ               |
| 1984年（第15回） | 岡田有希子       | -Dreaming Girl- 恋、はじめまして |
| 1985年（第16回） | 本田美奈子       | Temptation（誘惑）               |
| 1985年（第16回） | 芳本美代子       | 雨のハイスクール                 |
| 1986年（第17回） | 少年隊           | 仮面舞踏会                       |
| 1986年（第17回） | 真璃子           | 夢飛行                           |
| 1987年（第18回） | 酒井法子         | ノ・レ・な・いTeen-age           |
| 1987年（第18回） | 立花理佐         | キミはどんとくらい               |
| 1988年（第19回） | 開催中止         | 開催中止                         |
| 1989年（第20回） | マルシア         | ふりむけばヨコハマ               |
| 1989年（第20回） | 田村英里子       | 真剣                             |
| 1990年（第21回） | 忍者             | お祭り忍者                       |
| 1990年（第21回） | 晴山さおり       | 一円玉の旅がらす                 |
| 1991年（第22回） | SMAP             | Can't Stop!! -LOVING-            |
| 1991年（第22回） | 中嶋美智代       | とても小さな物語                 |
| 1992年（第23回） | 田川寿美         | 女…ひとり旅                      |
| 1992年（第23回） | 永井みゆき       | 大阪すずめ                       |
| 1993年（第24回） | シュー・ピンセイ | パッシング・ラヴ                 |

## 歴代司会者と担当テレビ局
| 回     | 放送日         | 男性司会者 | 女性司会者 | 担当局           | 放送枠         | 視聴率   | 会場               |
| ------ | -------------- | ---------- | ---------- | ---------------- | -------------- | -------- | ------------------ |
| 第1回  | 1970年11月9日  | 前田武彦   | なし       | テレビ放送なし   | テレビ放送なし | -        | 東京ヒルトンホテル |
| 第2回  | 1971年11月11日 | 前田武彦   | なし       | 東京12チャンネル | なし           |          | 京王プラザホテル   |
| 第3回  | 1972年11月16日 | 前田武彦   | 吉永小百合 | フジテレビ       | なし           |          | 新宿コマ劇場       |
| 第4回  | 1973年11月20日 | 高島忠夫   | 寿美花代   | 日本テレビ       | なし           | 47.4%    | 日本武道館         |
| 第5回  | 1974年11月26日 | 高島忠夫   | 黒柳徹子   | NETテレビ        | なし           | 45.3%    | 日本武道館         |
| 第6回  | 1975年11月24日 | 高島忠夫   | 和泉雅子   | 東京12チャンネル | なし           | 19.7%    | 中野サンプラザ     |
| 第7回  | 1976年11月16日 | 高島忠夫   | 浜木綿子   | フジテレビ       | ワイスペ       | 41.8%    | 中野サンプラザ     |
| 第8回  | 1977年11月17日 | 高島忠夫   | 寿美花代   | 日本テレビ       | 木スペ         | 46.3%    | 日本武道館         |
| 第9回  | 1978年11月15日 | 高島忠夫   | 水沢アキ   | テレビ朝日       | 水スペ         | 30.9%    | 日本武道館         |
| 第10回 | 1979年11月23日 | 高島忠夫   | 大場久美子 | 東京12チャンネル | なし           |          | NHKホール          |
| 第11回 | 1980年11月18日 | 高島忠夫   | 星野知子   | フジテレビ       | ワイスペ       | 40.1%    | 日本武道館         |
| 第12回 | 1981年11月12日 | 高島忠夫   | 星野知子   | 日本テレビ       | 木スペ         | 34.7%    | 日本武道館         |
| 第13回 | 1982年11月17日 | 高島忠夫   | 星野知子   | テレビ朝日       | 水スペ         | 29.5%    | 日本武道館         |
| 第14回 | 1983年11月11日 | 高島忠夫   | 檀ふみ     | テレビ東京       | なし           | 21.9%    | 日本武道館         |
| 第15回 | 1984年11月20日 | 高島忠夫   | 星野知子   | フジテレビ       | ワイスペ       |          | 日本武道館         |
| 第16回 | 1985年11月28日 | 高島忠夫   | 星野知子   | 日本テレビ       | 木スペ         |          | 日本武道館         |
| 第17回 | 1986年11月19日 | 高島忠夫   | 星野知子   | テレビ朝日       | 新水スペ       |          | 日本武道館         |
| 第18回 | 1987年11月13日 | 高島忠夫   | 星野知子   | テレビ東京       | なし           |          | 日本武道館         |
| 第19回 | 開催中止       | 開催中止   | 開催中止   | 開催中止         | 開催中止       | 開催中止 | 開催中止           |
| 第20回 | 1989年11月21日 | 高島忠夫   | 山口美江   | フジテレビ       | ワイスペ       |          | 日本武道館         |
| 第21回 | 1990年11月29日 | 高島忠夫   | 東ちづる   | 日本テレビ       | 木スペ         |          | 日本武道館         |
| 第22回 | 1991年11月29日 | 高島忠夫   | 東ちづる   | テレビ朝日       | なし           |          | 日本武道館         |
| 第23回 | 1992年11月17日 | 高島忠夫   | 東ちづる   | テレビ東京       | 火ワイ         |          | 日本武道館         |
| 第24回 | 1993年11月16日 | 高島忠夫   | 森口博子   | フジテレビ       | ワイスペ       |          | 東京ベイNKホール   |

※視聴率は関東地区、ビデオリサーチ調べ。

## 補助アナウンサー
- 日本テレビ担当回は、徳光和夫、福留功男、永井美奈子（第21回）らが進行を補佐している。
- テレビ朝日担当回は、1974年に山崎正が実況。1978年に高井正憲が曲紹介、棟方宏一が審査会場リポーター。1982年に廣瀬雅子が進行補佐、佐々木正洋が曲紹介、古舘伊知郎が審査会場リポーター。1991年に辻義就が進行補佐と曲紹介をそれぞれ担う。アナウンサーのほか、1974年に前田武彦、藤村俊二、川崎敬三が受賞者の家族や関係者を紹介。1978年にフリーアナの橋本テツヤが会場リポーターをそれぞれ務めている。
- フジテレビ担当回は、1972年と1976年に小林大輔が前奏部曲紹介と進行補佐。1980年にフリーアナのみのもんたが曲紹介。1989年に河野景子が審査会場リポーターをそれぞれ担う。
- テレビ東京担当回は、1979年に局アナの藤吉次郎が実況アナウンサー、宮尾すすむ、菅原孝、柳沢孝一がリポーターを担当した。1983年に橋本テツヤが実況アナウンサー、局アナの土居壮が審査会場リポーターを担当した。

## 演奏
| テレビ局   | 演奏 |
| ---------- | --- |
| テレビ東京 | 豊岡豊とスイングフェイス、フラワーアンサンブル、原信夫とシャープス&フラッツ                                     |
| フジテレビ | ダン池田とニューブリード → 三原綱木とニューブリード、日色ストリング・アンサンブル、ポップスヴィル・ミュージック |
| 日本テレビ | 宮間利之とニューハード、高橋達也と東京ユニオン、新音楽協会、庄崎正訓とガッシュアウト                            |
| テレビ朝日 | 宮間利之とニューハード、豊岡豊とスイングフェイス、原信夫とシャープス&フラッツ                                   |

## ラジオ中継
- 文化放送は、平日18時と19時台枠の『大学受験ラジオ講座』や『百万人の英語』終了直後からオフ番組の『ザ・マンザイクイズ』や『ライオンズナイター』は休止や短縮して途中飛び乗りで、初期の梶原しげるに続き竹内靖夫が会場から生中継している。
  - なお『ライオンズナイター』の開始以前は18:30からのワイド番組を短縮放送や歌謡大賞の中継終了後からの2部構成にするなどして放送していた。
  - その影響で『大学受験ラジオ講座』や『百万人の英語』は後日に振り替えられて放送されていた[注 17]。
- ニッポン放送は、平日開催の場合は会場から波多江孝文らが生中継し、NRNネット加盟局はニッポン放送から19時以降に裏送りされるナイターオフのワイド番組を通常通りに放送[注 18]している。